# アレクサンダル (ブルガリア公)
アレクサンダル1世（ブルガリア語: Александър I、1857年4月5日 - 1893年11月17日）は、ブルガリア公（在位：1879年4月29日 - 1886年9月7日）。ドイツ名はアレクサンダー・ヨーゼフ・フォン・バッテンベルク（ドイツ語: Alexander Joseph von Battenberg）。

## 生涯
バッテンベルク家の祖アレクサンダー（ヘッセン大公ルートヴィヒ2世の四男）の次男として生まれる。父方の叔母マリーがロシア皇帝アレクサンドル2世の皇后であり、父もロシア陸軍の軍人だったため、サンクトペテルブルクで育った。長じて自らも父と同じくロシア軍人となり、1877年から1878年の露土戦争ではロシア軍将校として参戦している。
露土戦争の結果、ブルガリアにオスマン帝国を宗主国とするブルガリア公国が成立すると、ブルガリア議会は1879年に憲法を制定し、欧州列強の承認のもとにアレクサンダーをブルガリア公（クニャズ）に選んだ。アレクサンダルは1879年7月初めにブルガリアに到着し、ブルガリア公に即位した。
アレクサンダル1世も、またロシア政府も、自由主義的な憲法に不満を抱き、即位当初からアレクサンダル1世と議会とは憲法をめぐって対立し、頻繁に政権交代が繰り返された。
1886年、親露派のクーデターによって一時亡命した。クーデターは鎮圧されたが、ロシア皇帝アレクサンドル3世が帰国を認めなかったため、同年正式に退位した。1893年に36歳で死去し、ソフィアに埋葬された。
ブルガリア公は一時空位となり、首相のステファン・スタンボロフらが摂政として統治した後、ザクセン＝コーブルク＝ゴータ家のフェルディナントが新たなブルガリア公（後に国王）に選ばれた。

## 家族
退位後の1889年にオペラ歌手のヨハンナ・ロイジンガーと結婚し、1男1女を儲けた。
- アセン（1890年 - 1965年） ハルテナウ伯爵
- ツヴェタナ（1893年 - 1935年）